# Малдер і Скаллі зустрічають дволикого монстра
Малдер і Скаллі зустрічають дволикого монстра (англ. Mulder and Scully Meet the Were-Monster) — 3-й епізод десятого сезону серіалу «Цілком таємно». Прем'єра в мережі «Фокс» відбулася 1 лютого 2016 року. Епізод переглянули 8.37 млн глядачів. Рейтинг Нільсена становив 2.7 у віковій групі 18-49 років — це означає, що 2.7 % жителів США у віці від 18 до 49 років, які дивилися під час показу цієї серії телевізор, вибрали для перегляду саме цю серію.

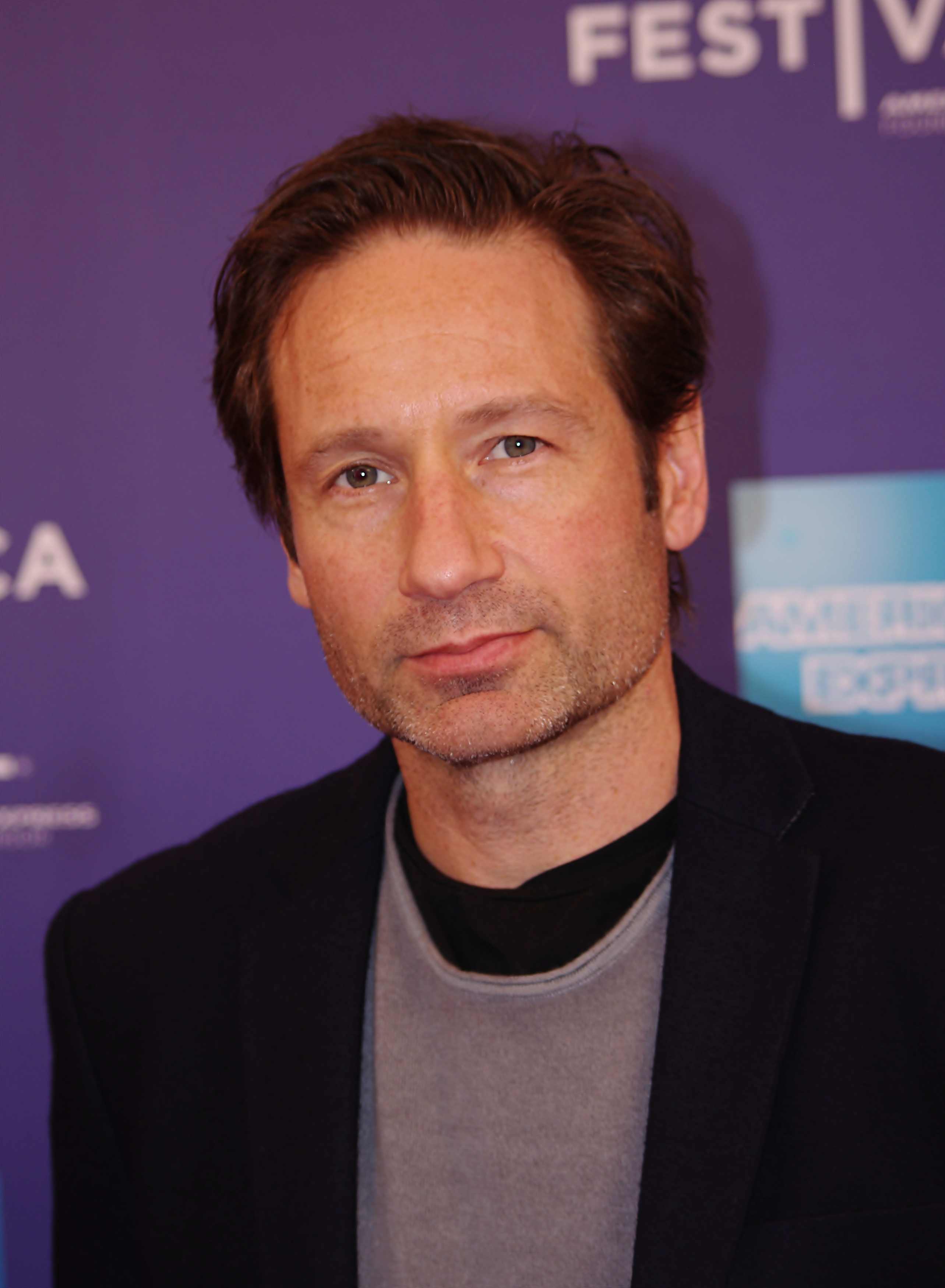

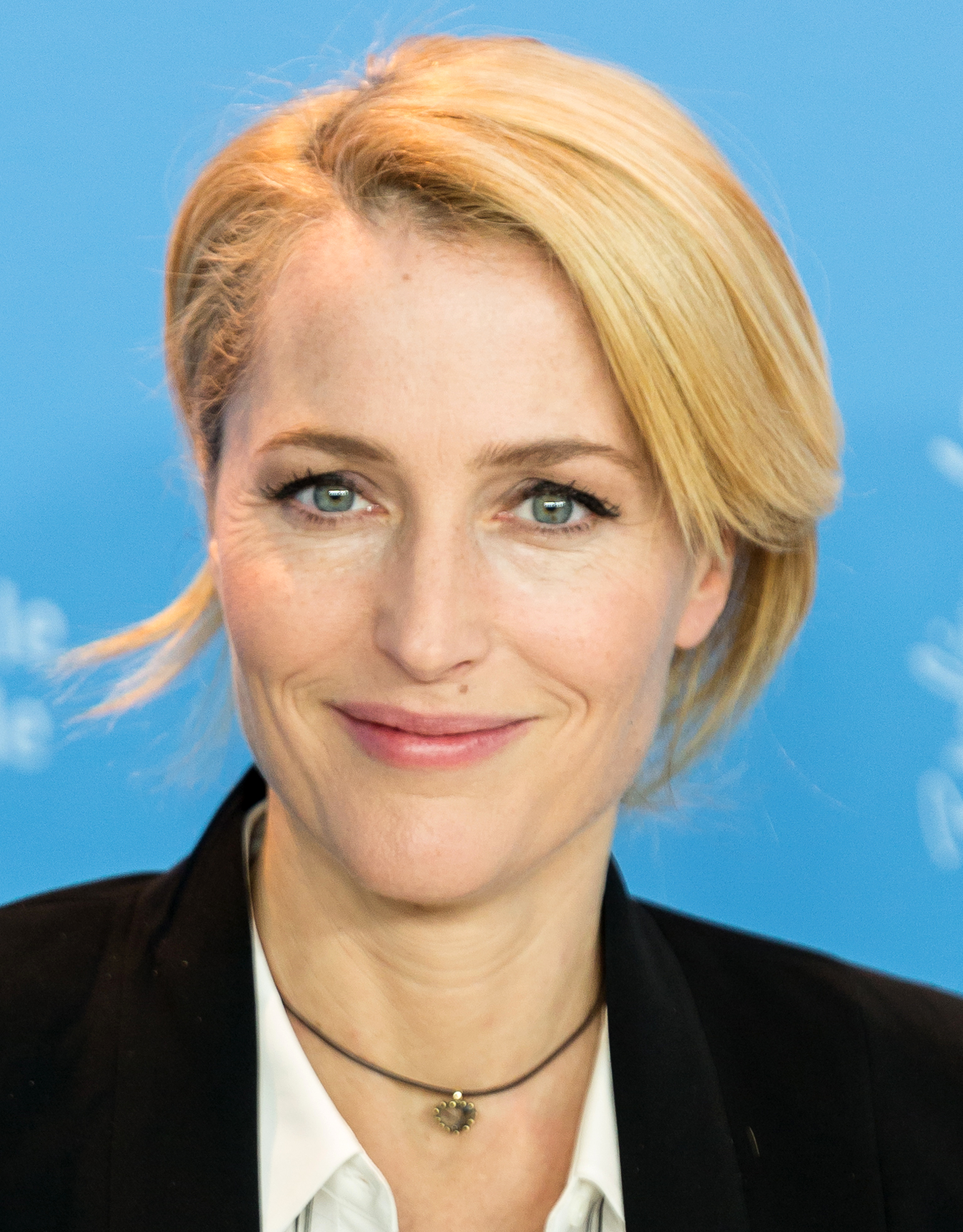

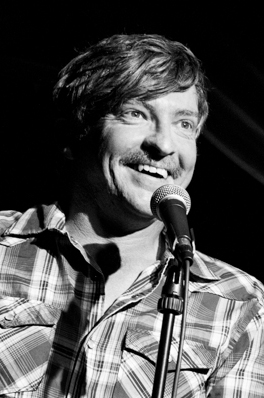

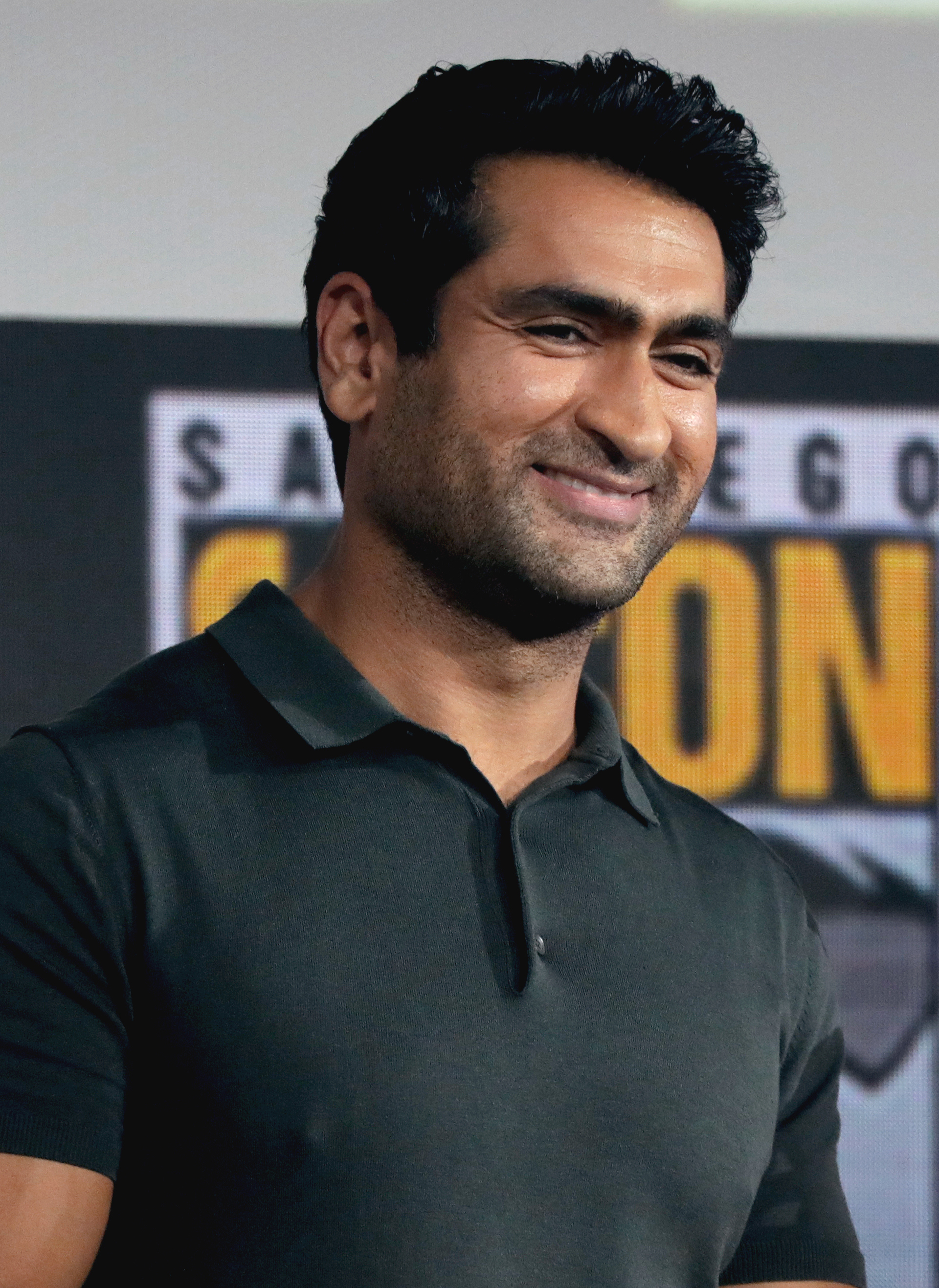

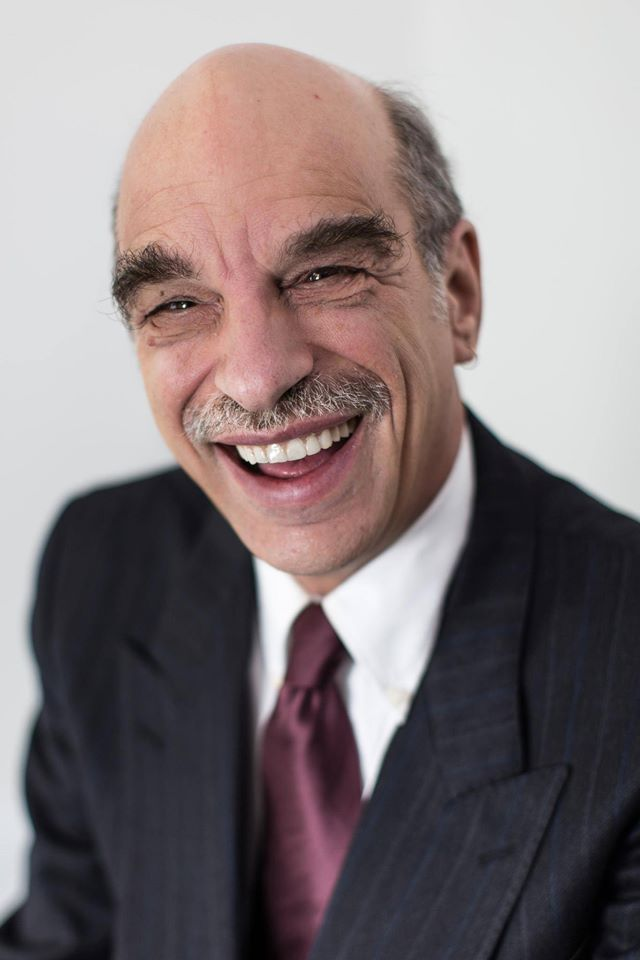

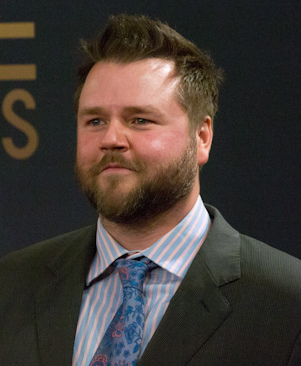

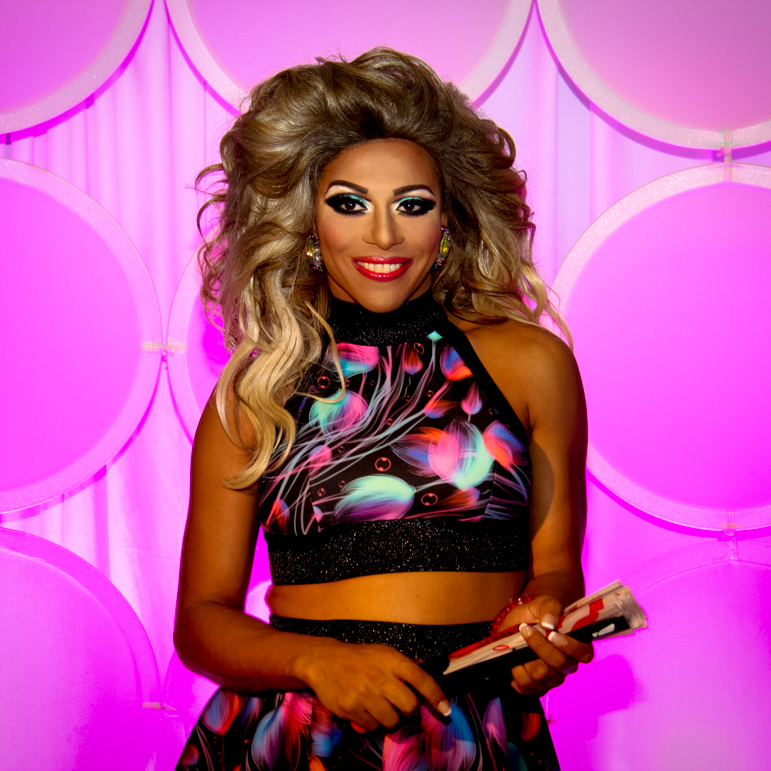

Малдер і Скаллі розслідують таємничі вбивства, які, імовірно, скоїв монстр-перевертень. Згодом Малдер зустрічає цього «монстра», істоту-ящірку, яка після укусу людини перетворюється на людину протягом дня.

## Зміст
Істина поза межами досяжного
У лісі Орегона чоловік і жінка «під кайфом» бачать як дивне людиноподібне створіння нападає на людину. А біля нього знаходять труп чоловіка з перерізаною горлянкою.
Агенти ФБР Малдер і Скаллі мають з'ясувати, хто вчинив злочин — серійний вбивця, тварина чи таємнича істота, яку бачили свідки. Фокс Малдер відчуває розчарування своєю нинішньою роботою, оскільки поки що відділ «Секретних матеріалів» 13 років був закритий, практично все таємне стало явним. Наприклад, було розгадано секрет Блукаючих каменів з Долини смерті. Як виявилося, крижана кірка переміщає каміння у процесі танення. Безліч справ, серія загадкових появ каменеподібної істоти в Колорадо, «Людина-броненосець» з Амарілло або «Волохатий шиз з Валла-Валла», можна пояснити рекламними трюками, приколами або розіграшами людей, що нудьгують або божевільні. Малдер вважає, що настав час відкинути дитячі іграшки, на кшталт йєті, людей-метеликів або зайцелопів.
Дейна Скаллі повідомляє Малдера про загадкове вбивство в Орегоні. Прибувши на місце події, де знайдено вже чотири трупи, Малдер продовжує випромінювати скептицизм, не хоче пускатися на пошуки монстра і пов'язує подію з нападом диких тварин. Агенти знайомляться зі співробітником служби з вилову тварин на ім'я Паша, на якого також напала загадкова істота. Тварина знову з'являється на стоянці для вантажівок, Малдер і Скаллі переслідують її, але в туалеті, де сховалося це створіння, виявляють лише солідну людину в костюмі.
Малдер каже Скаллі під час розгляду фотознимків, що невідома істота вистрілила в нього кров'ю з куточків очей. В Інтернеті він знайшов, що такий захисний механізм використовують рогаті, або жабоподібні ящірки, що мешкають у Північній Америці. Керуючий мотелем через потайне вікно бачить, як один із постояльців Гай Манн спочатку громить свій номер, а потім перетворюється на гігантську ящірку. Малдер каже Скаллі, що вони зіткнулися з незвичайним випадком — людина здатна перетворюватися на монстра і знову на людину.
Лікар Руманович розповідає агенту Малдеру про одне село, яке страждало від нападів ящера-людожера. Місцевий констебль випробував усе, щоб убити це творіння, але ніщо не могло його зупинити. Циганка сказала йому, що монстра може вбити тільки удар в апендикс списом, вилитим із зеленого скла. Констебль відлив спис із зеленого скла, і встромив його в апендикс монстра. Коли чудовисько починає вмирати, констебль розуміє, що бачить своє відображення у дзеркалі. Весь цей час він був цим монстром. За словами Румановича, мораль цієї байки така — «Найлегше повірити в монстрів десь там, ніж прийняти справжнього монстра всередині нас самих». Руманович повідомляє Малдеру, що підозрюваний на ім'я Гай Манн приходив до нього на прийом у понеділок і стверджував, що з появою місяця він перетворюється на перевертня. Лікар виписав людині-ящірці нейролептик (раніше Малдер знайшов таблетки у розгромленому номері). Лікар також порадив Манну, коли він відчуває, що ось-ось почнеться — сходити на прогулянку місцевим цвинтарем.
Скаллі дзвонить Малдеру і каже, що знайшла «рогату жабо-ящеро-людину». Він працює продавцем у салоні мобільного зв'язку. Скаллі намагається поставити йому кілька питань, але підозрюваний приходить у сказ і втікає. Малдер знаходить Манна на цвинтарі, де той ходить — за порадою лікаря. Манн провокує бійку, і намагається змусити Малдера вбити його уламком зеленої пляшки в апендикс, наче монстра з тієї легенди. Манн розповідає свою історію про те, що спочатку він був гігантською ящіркою. У ніч повного місяця на нього напала невідома людина, яка вкусила його в шию і вбила чотирьох людей у лісі Орегона. Наступного дня Манн опритомнів у людській подобі, зняв з одного з убитих одяг і влаштувався на роботу продавцем мобільних телефонів. Щоб скрасити самотність, він купив собі цуценя на прізвисько Дагу. Якось покоївка забула зачинити двері, і собака втік з мотеля. У пошуках Дагу Манн знову зустрічає людину, яка його вкусила в лісі.
Скаллі приїжджає до притулку для тварин. Раптом на неї нападає Паша, який намагається задушити її петлею для вилову звірів, проте Скаллі скручує злочинця. Малдеру, що прибув на місце, вона пояснює, що не було ніякого монстра, що розгулює, вбиває людей і поїдає їх плоть. Розтин трупів показав, що справжньою причиною смерті було удушення. Потім Скаллі раптово спало на думку проаналізувати жердину з петлею, яку Паша залишив, і там знайшлися тканини та кров попередніх жертв. Паша розповідає, що все почалося, коли він була дитиною. У нього з'явилася неконтрольована схильність до знущань з дрібних тварин. Однак Скаллі перериває його сповідь, повторюючи слова Малдера про те, що бачив одного серійного вбивцю — вважай, бачив їх усіх.
Малдер знаходить Манна у лісі і повідомляє, що знайшов убивцю. У відповідь Манн каже, що нестерпно втомився від життя в людській подобі і має намір впасти в сплячку на 10 000 років. Він тисне Малдеру руку, перетворюється на ящірку і ховається в гущавині. Таким чином, Малдер стає свідком паранормального явища і його віра оновлюється.
Я усвідомив своє самоусвідомлення

## Зйомки
Епізод був написаний і режисований Даріном Морганом, молодшим братом продюсера та колеги по сценаристу Глена Моргана. Цей епізод ознаменував перший випадок, коли молодший Морган написав епізод для серіалу з 1996 року ««Із відкритого космосу» Джо Чанґа», який транслювався як частина третього сезону. Морган написав цей епізод, «щоб прокоментувати характер і формат самих епізодів монстра тижня». Цей епізод можна простежити за сценарієм під назвою «The M Word», який Морган написав для Френка Спотніца — серіал «Нічний Сталкер». Оскільки шоу було раптово скасовано, сценарій Моргана ніколи не використовувався. Коли він почув, що «Секретні матеріали» повертаються, то зрозумів, що це ідеальна можливість розповісти історію, і «скористався шансом», щоб завершити її. Оскільки сценарій не був написаний з урахуванням «Секретних матеріалів», Морган був змушений «перекоригувати все, надавши роль Малдеру та Скаллі».
Дарбі хвилювався перед появою в епізоді, головним чином через «кількість історій, які мені довелося розповісти». Однак він був більш впевнений у відтворенні комедійного характеру ролі через свою історію коміка. Дарбі пояснив, що коли він зазвичай знімає фільм, йому подобається імпровізувати нові репліки або рекламні фрагменти, щоб зробити вже наявні репліки смішнішими, але зі сценарієм Моргана він вважав це непотрібним: «Його написання було ідеальним — я не міг зійти з колії. Зазвичай, як комічний актор, я люблю імпровізувати та спробуйте зробити речі смішнішими, ніж вони є на папері. Але я не міг нічого покращити».
Нанджіані — фанат «зі стажем» «Секретних матеріалів» — веде подкаст під назвою «Секретні матеріали», у якому він і гість обговорюють різні епізоди. Моргану сподобалося «критичне мислення Нанджіані щодо серіалу в (подкасті)», і він вирішив запропонувати йому роль у цьому епізоді. Нанджіані хвилювався — шанувальники подумають, що він «зіпсував шоу», і жартома сказав: «Це як бути закоханим у чудову жінку протягом 20 років. А потім, коли ти нарешті пішов з нею, то закінчив тим, що вбив її.»
В епізоді також представлені Тайлер Лабін і Ніколь Паркер-Сміт, які повторюють свої ролі персонажів, представлених у попередньому епізоді, написаному Морганом, «Війна копрофагів», і в «Трясовині». Алекс Дякун, який зіграв у цьому епізоді роль менеджера готелю, раніше з'являвся в епізодах Моргана «Внутрішній космос Джо Чанга», «Останній відпочинок Клайда Бракмана» та «Слизький» як різні персонажі.
За словами Моргана, епізод, який знімався під час дуже теплого тижня у Ванкувері, вимагав багатьох довгих днів роботи, що викликало труднощі зі зйомками. Пізніше він сказав: «Ніхто не отримав задоволення від зйомок цього епізоду, крім Кумайла. Йому було так весело, що він компенсував усіх». Нанджіані сказав про свій перший день на знімальному майданчику: "Мій перший день був пізно вночі у Ванкуверському лісі. Я прийшов туди, і було освітлено, як вироблені попередньо у Ванкувері епізоди «Секретних матеріалів», я ж повторював: «Боже мій, я в „Секретних матеріалах“!»

## Показ і відгуки
«Малдер і Скаллі зустрічають дволикого монстра» дебютував в США 1 лютого 2016 року, його переглянули 8,37 мільйона глядачів. Він отримав 2,7 бала за рейтингом Нільсена серед демографічних груп віком від 18 до 49 років, що означає — що епізод переглянули 2,7 % усіх осіб віком від 18 до 49 років, які дивилися телевізор на момент показу епізоду. Це ознаменувало падіння рейтингів порівняно з епізодом попереднього тижня, але цей епізод все ще залишався найпопулярнішою програмою вечора.
Критики високо оцінили епізод. «Rotten Tomatoes», агрегатор рецензій, нагородив епізод 100 % рейтингом схвалення із середнім балом 9,5 з 10 на основі 22 рецензій, написавши: «„Малдер і Скаллі зустрічаються з дволиким монстром“ — це бажане повернення до традиційного формату „Цілком таємно“, що дозволяє максимально використати сюрреалістичний комедійний епізод із приголомшливими однорядковими текстами». Алекс Маккаун з «The A.V. Club» назвав «Малдер і Скаллі зустрічають монстра-перевертня» «миттєвою класикою». Він дійшов висновку, що цей епізод є «блискучим і чуйним виправданням повернення серіалу» і, отже, «доводить аргументи, чому Секретні матеріали все ще варті того, щоб бути поруч». Пізніше Зак Хендлен, поставив епізоду оцінку «А». Він високо оцінив сценарій і режисуру Моргана, заявивши, що «його сценарій і режисура в „The Were-Monster“ такі амбітні та смішні, як можна було сподіватися». Загалом він написав, що цей епізод «є першим епізодом нового сезону шоу, який виглядає як законний захист існування 10 сезону»." Брайан Таллеріко з RogerEbert.com написав, що «Малдер і Скаллі зустрічають монстра-перевертня» «істеричний, розумний і такий веселий». Даррен Френич з «Entertainment Weekly» нагородив епізод «А» та повторив думки інших критиків, написавши, що цей епізод є "диким, грайливим, карколомним, карколомним, Метт Фаулер з «IGN» дав йому дуже позитивну оцінку з оцінкою 9,5 з 10. Він назвав його «смішним, розумним, захоплюючим епізодом» і похвалив виступи гостей, особливо Ріса Дарбі.

## Знімалися
| Актор             | Роль         |
| ----------------- | ------------ |
| Девід Духовни     | Фокс Малдер  |
| Джилліан Андерсон | Дейна Скаллі |
| Ріс Дарбі         | Гай Манн     |
| Кумейл Нанджіані  | Паша         |
| Річард Ньюман     | Румановіч    |
| Тайлер Лебін      | Стонер-1     |
| Алекс Дякун       | Менеджер     |
| Шангела           | Аннабель     |